# Мальцев Олег Вікторович
Оле́г Ві́кторович Ма́льцев (нар. 17 квітня 1975 року, Одеса) — український вчений, кандидат психологічних наук, кандидат філософських наук, керівник Одеського регіонального відділення громадської організації «Українська академія наук», її член («академік»), адвокат, член Американської психологічної асоціації і Американської асоціації філософів, автор досліджень в галузі бойових мистецтв, журналіст. Засновник Науково-дослідного інституту «Міжнародне доле-аналітичне співтовариство» та НДІ «Дослідження світових військових традицій та криміналістичних досліджень застосування зброї».

## Життєпис
Народився 1975 року в Одесі в єврейській родині.
У 1992 — закінчив Московський кадетський корпус. Наставником О. В. Мальцева був генерал-лейтенант Віктор Павлович Свєтлов. З 1992 року працював у галузі консалтингу, бізнес-консультацій, заснував консалтингову агенцію «Toross». 2009-го заснував Кримську науково-дослідну базу в Севастополі, яка займалась прикладними дослідженнями в галузі психології. Після окупації Криму в 2014 році, переїхав до Одеси, де продовжив наукову діяльність.
Займався дослідженням бойових мистецтв і бойової практики. Зокрема, проведено дослідження російської та південно-африканської кримінальних традицій ножового бою. За результатами досліджень написано ряд книг. Під керівництвом Мальцева перекладено 17 середньовічних італійських та іспанських трактатів з фехтування.

## Наукова діяльність
Досліджує копінг — поведінку людей у стресових ситуаціях. Він захистив кандидатську дисертацію на тему «Копінг як чинник безпеки особистості в сучасному соціальному просторі», де на прикладі військового конфлікту на Донбасі дослідив як діють люди в умовах війни. Дослідження проводилися із застосуванням вибірки україномовного населення з Києва, Львова, Одеси і Маріуполя. Аналізуючи зв'язок між стресом, копінгом та безпекою особистості, Мальцев довів, що суб'єктивне відчуття безпеки допомагає особистості долати негативне ставлення до себе і світу. Відчуттю безпеки сприяють підтримка близьких, психологічна підтримка, релігійна та громадська діяльність.
Результатом цих досліджень став захист в 2017 році кандидатської дисертації «Копінг як чинник безпеки особистості в сучасному соціальному просторі» в Одеському національному університеті імені І. І. Мечникова.
Одним із напрямків діяльності є популяризація концепції долеаналізу, заснованої угорським психоаналітиком Ліпотом Сонді. Мальцев заснував НДІ «Міжнародне долеаналітичне співтовариство», в якому, зокрема, вперше перекладено з німецької одну з книг Сонді - «Я-Аналіз». Долеаналіз, когнітивно-експерієнтальна та генетико-психологічна теорії, трансакційна теорія стресу були використані для досліджень копінгу під час російсько-української війни.
В рамках розвитку концепції долеаналізу Олег Мальцев співпрацює з Інститутом Сонді (Цюрих). Діяльність Мальцева високо оцінив італійський соціолог релігій, професор Массімо Інтровіньє, якого зацікавив долеаналіз як один із напрямків академічної науки.
У серпні 2019 року, кандидат психологічних наук Олег Мальцев разом з доктором юридичних наук Олександром Саінчиним та доктором юридичних наук Олександром Сотулой презентувалі монографію, присвячену розслідуванню серійніх убивств. Авторами наукової праці є Олег Вікторович Мальцев та Олександр Сергійович Саінчин. Автори сподіваються що їхня робота, дозволить внести на законодавчому рівні поняття «серійне вбивство», яке досі не закріплено в законодавстві жодної країни. Монографія має три розділи. Два з них включають порівняльно-правове дослідження кримінального законодавства України та інших країн романо-германської сім'ї, теоретичні основи розслідувань, тактику розшуку та затримання підозрюваних, а третій розділ присвячено опису психологічного портрета серійних вбивць.
28 травня 2019 року О.В. Мальцева призначено головою Одеського регіонального відділення Української академії наук. 
За його ініціативи та за підримки партнерів з Німеччини ввели незалежну грантову систему для молодих науковців. Першим грантоотримувачем став Віталій Луньов, який отримав грант на участь в експедиції в Мексику. 
Під керівництвом УАН відроджено Одеське фотографічне товариство, головою якого став Мальцев. Також в Одеському регіональному відділенні УАН відродили Одеське історико-літературне товариство.
Під головуванням Мальцева в Одеському регіональному відділенні УАН пройшли семінари і круглі столи з актуальних питаннь сьогодення. Перший семінар був присвячений інформаційній безпеці, а наступний — екологічним проблемам Півдня України.

## Експедиційна діяльність

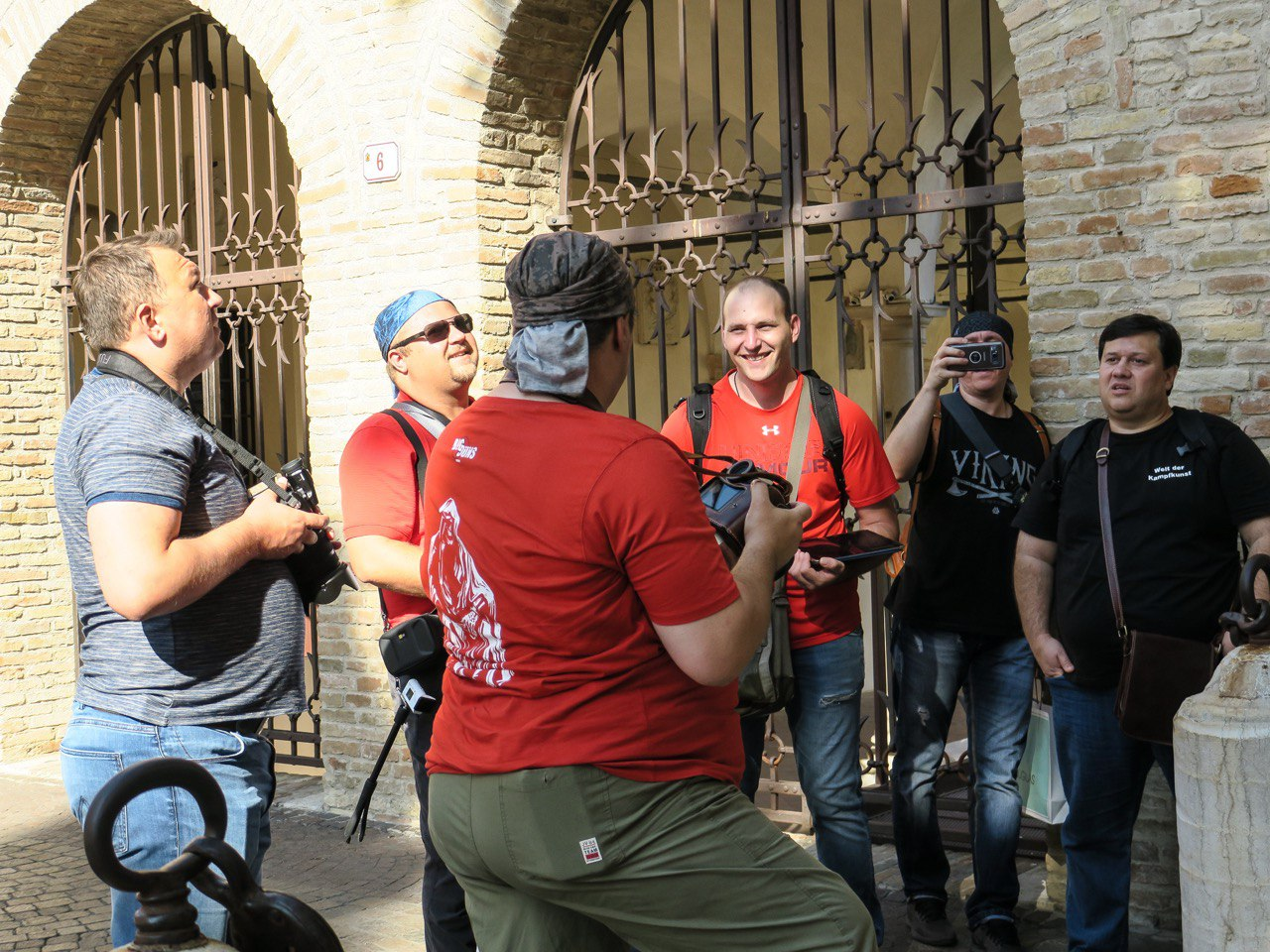
Мальцев з членами Експедиційного корпусу

Мальцев є засновником і керівником Експедиційного корпусу. Більш ніж за 5 років під керівництвом Олега Мальцева проведено 35 експедицій у різні кутки світу, серед яких Мексика, Італія, Іспанія, Німеччина, США та ін.
Особливу увагу Експедиційний корпус приділяє дослідженню європейського містицизму.
З 2014 по 2019 роки провели кілька експедицій для дослідження Європейського містицизму, серед яких: експедиція на Афон, в Рейн, Венецію, Відень, Канарські острови та інші.
У березні 2018 року Олег Мальцев з експедиційної групою провів дослідження калабрійської кримінальної субкультури. База експедиції знаходилася в місті Фьюмефреддо-Бруціо, де дослідники вивчали механізми формування, правила взаємодії, тактику, стратегію і механізми впливу і таємної влади калабрійської кримінальної субкультури. Влітку того ж року проведено експедицію в Кейптаун, де досліджувалася кримінальна субкультура Південно-Африканської Республіки.
У вересні 2019 року проведено експедицію для дослідження містицизму Флоренції.
Восени 2017 року Експедиційний корпус провів дослідження історії Каса Д'Амато. Дослідження проходили в США та Італії, звідки походив рід легендарного тренера. В результаті досліджень написано серію книг, присвячених Касу Д'Амато, його біографії, філософії і методам.
Важливу роль в експедиційних дослідженнях Мальцева відіграє аналогова фотографія, яка є надійним джерелом доказів і використовується для підготовки наукових публікацій.

## Дослідження військових мистецтв
Багато років займається дослідженнями військових мистецтв і військової практики. Він досліджував бойові мистецтва різних народів світу, які побутували в них у різні часи, починаючи із середньовіччя. Проведено дослідження неаполітанського, палермітанського, генуезького стилю фехтування з мечем і шпагою.Здійснено аналіз російської та південно-африканської кримінальних традицій ножового бою, італійської сицилійської кримінальної традиції  та порівняння їх із більш ранніми європейськими військовими і кримінальними традиціями. За результатами досліджень написано ряд книг, зокрема «На ножі», «Махалово», «Чорна смерть», «Чорна логіка», «Загадка Пайкайя», «54», «55», «Кинджалом та плащем», «Бій проти клинка зі зброєю і без зброї. Палермітанскій стиль», «Генуезька система роботи мечем», «Аналіз іспанської техніки фехтування», «30 прийомів вульгарного і загального фехтування тільки з мечем».
Під керівництвом Мальцева перекладено 17 середньовічних італійських та іспанських трактатів з фехтування. Зокрема:
- «Трактат про науку зброї з філософськими роздумами» (Камілло Агріппа),
- «Причини переможного використання зброї для атаки і оборони» (Джакомо ді Грассі),
- «Наука фехтування» (Бласко Флоріо),
- «Академія меча» (Жерар Тібо),
- «Школа або театр» (Ніколетто Джиганті),
- «Прийоми вульгарного і загального фехтування тільки з мечем і з парною зброєю» (Луїс Пачеко де Нарваес),
- «Простий спосіб екзаменування вчителів з мистецтва фехтування зі зброєю» (Луїс Пачеко де Нарваес),
- «Мистецтво майстерного володіння мечем» (Франческо Альфієрі).

2016 року став визнаним професором Дестрези і Гранд Маестро лицарської іспанської школи Achinech. Також він досліджував стиль бою Каса Д'Амато, американського тренера, який виховав трьох чемпіонів світу з боксу  — Флойда Патерсона, Хосе Торреса та Майка Тайсона.  Під час дослідження стилю Мальцев разом з одним із учнів американського тренера Томом Патті провів детальний аналіз стилю. Результатом співпраці стала книга «Безкомпромісний маятник».
Під час досліджень вирішено провести, а згодом і проведено, експедицію на батьківщину Каса Д'Амато, в якій доведено, що кореневою системою його стилю є неаполітанський стиль іспанського фехтування. 
Мальцев провів дослідження походження рукопашних бойових мистецтв і прийшов висновку, що рукопашний бій походить від бойових мистецтв, які пов'язані з роботою зі зброєю. Його висновки збіглися з тими, які отримав раніше інший український вчений Вадим Задунайський, котрий детально вивчав історію козацтва. Обидва науковці працювали з різними першоджерелами.
У лютому 2018 року в Одесі, в школі Іспанського фехтування Destreza Achinech проведено культурно-історичний семінар з цього виду спорту, де представили реставровані Мальцевим техніки роботи з канарським і кам'яним ножем, а також навахою.
У березні 2018 року — під керівництвом Мальцева в Палермо відкрили школу Неаполітанського стилю іспанського фехтування.

## Список опублікованих книг
- «Безкомпромісний маятник», ISBN 978-617-7599-09-7 (Олег Мальцев, Том Патті)
- «Прийоми вульгарного і загального фехтування тільки з абордажні мечем», ISBN 978-617-7599-17-2 (Луїс Пачеко де Нарваес, Олег Мальцев, Д. Мануель Круцада і Пералта)
- «Прийоми вульгарного і загального фехтування з філіппінської палицею», ISBN 978-617-7599-12-7 (Луїс Пачеко де Нарваес, Олег Мальцев)
- «Прийоми вульгарного і загального фехтування тільки з мечем», ISBN 978-617-7599-11-0 (Луїс Пачеко де Нарваес, Олег Мальцев)
- «54», ISBN 978-617-7599-40-0 (Олег Мальцев)
- «Чорна смерть», ISBN 978-617-7599-45-5 (Олег Мальцев)
- «На ножі», ISBN 978-617-7599-44-8 (Олег Мальцев)
- «Конфлікт з журналістами», ISBN 978-617-7761-94-4 (Олег Мальцев)
- «Лицарський орден російських злодіїв», ISBN 978-617-7761-79-1 (Олег Мальцев)
- «ЛЕПКА — тактика і стратегія кримінального світу до 90-х років», ISBN 978-617-7761-59-3 (Олег Мальцев)
- «Тінь європейського континенту», ISBN 978-617-7761-48-7 (Олег Мальцев)

## Скандали

### Звинувачення в сектантстві
У 2015—2016 роках на сайті апологетичного центру «Іринея Ліонського» опубліковано інформацію про те, що Мальцев є лідером тоталітарної деструктивної секти і веде активну сектантську діяльність. Після чого впродовж двох років велась інформаційна кампанія з метою його дискредитації. До розслідування звинувачень російських «антикультистів» підключились ряд міжнародних правозахисних організацій. 2016 року на засіданні комісії ОБСЄ цей випадок був включений у доповідь французької правозахисної організації «Coordination des Associations et des Particuliers pour la Liberté de Conscience» і бельгійської організації «Human Rights Without Frontiers».
Темі «переслідування» Мальцева була присвячена доповідь італійського професора в галузі соціології релігій Массімо Інтровіньє на міжнародній науковій конференції у Бельгії 2017 року. Він зазначив, що Мальцев не має відношення до релігійної і сектантської діяльності, та пояснив, що джерелом дезінформації був центр «РАЦВРС» Олександра Дворкіна, який понад 20 років діє при підтримці РПЦ. На думку професора Інтровіньє, приводом для активної компанії щодо дискредитації Мальцева стала його критика РПЦ.

### Кримінальне провадження
У вересні 2024 року Служба безпеки України заявила про викриття групи, яку звинувачують у співпраці з російськими спецслужбами. Серед підозрюваних опинився Олег Мальцев, якому інкримінували створення незаконного воєнізованого формування. 
Адвокат Олега Мальцева, Євгенія Тарасенко, заявила, що всі вилучені у нього речі, зокрема зброя, були зареєстровані відповідно до чинного законодавства і використовувалися для занять спортивною стрільбою. За її словами, інформація, поширена у медіа, є результатом витоку з органів досудового розслідування і спрямована на дискредитацію її клієнта.
Станом на листопад 2024 року досудове розслідування триває. Мальцев продовжує заперечувати всі звинувачення.
У березні 2025 року під час 58-ї сесії Ради ООН з прав людини недержавна організація Coordination des Associations et des Particuliers pour la Liberté de Conscience виступила із заявою, у якій стверджувалося, що Мальцев та кілька його колег були незаконно ув’язнені в Україні та утримуються в нелюдських умовах. Організація закликала до  негайного звільнення Мальцева.

## Участь у конференціях
Мальцев як доповідач взяв участь у наукових конференціях, серед яких:
- Друга міжнародна науково-практична конференція «Соціальні, психологічні, та політичні проблеми транскордонної безпеки» (Одеса, 2016)
- V міжнародна науково-практична конференція «Соціалізація та ресоціалізація особистості в умовах сучасного суспільства» (Київ, 2016)
- Всеукраїнська науково-практична конференція «Світоглядні орієнтації особистості у сучасних соціокультурних умовах: міждисциплінарні аспекти» (Полтава, 2015)
- 70-а наукова конференція професорсько-викладацького складу і наукових працівників Одеського національного університету імені І. І. Мечникова (Одеса, 2015)
- Міжнародна науково-теоретична конференція «Глобалізований світ: Випробування людського буття» (Житомир, 2017)

Крім цього Олег Мальцев проводить міжнародні симпозіуми в Палермо. Серед останніх симпозіумів, які пройшли в Палермо: «Архетипологічний ряд академіка Попова», «Прототипологічна складова пам'яті людини», «Застосування методу амальгами при навчанні», «Реалізаційна амальгама», «Реалізаційна система пам'яті» і Терапія Яковлева.

## Список наукових праць
- Мальцев — Концепція емпіричного вивчення копінгу як чинника суб'єктивної безпеки особистості в сучасному соціальному просторі / О. В. Мальцев / Освіта та розвиток обдарованої особистості. — 2015. — № 12 (43). — С. 9-12.
- Мальцев — Адаптація української версії Опитувальника суб'єктивних уявлень про безпеку та його психометричний аналіз / О. В. Мальцев // Теоретичні і прикладні проблеми психології. — 2015. — № 2 (37). — Т. 3. — С. 128—139.
- Maltsev, O.V. Previous testing of the scale of social coping resources to Ukrainian sample // Fundamental and applied researches in practice of leading scientific schools. Issue: 2 (14) — cо-publ.: Publishing office: Accent graphics communications — Hamilton, ON, 2016. — Р. 79-89.
- Мальцев — Соціальні копінг-ресурси особистості як чинники відчуття власної безпеки / Мальцев / Освіта та розвиток обдарованої особистості. — 2016. — № 8 (51). — С. 45-50.
- Мальцев — Соціально-демографічні особливості копінг-ресурсів особистості / Мальцев / Освіта та розвиток обдарованої особистості. — 2016. — № 9 (52). — С. 41-46.